# Fenchurch Street
Fenchurch Street – ulica w centralnym Londynie, w City of London, biegnąca łukiem od skrzyżowania z Gracechurch Street na zachodzie do Aldgate, dawnej bramy miejskiej, na wschodzie.
Ważna arteria komunikacyjna o historii sięgającej czasów rzymskich (Londinium). W XVI wieku ulica odnotowana została jako część szlaku procesji królewskich przez Londyn, które odbywały się w przededniu koronacji (odbyły ją m.in. Maria I i Elżbieta I). Według różnych teorii nazwa „Fenchurch” nawiązuje do faktu, że ulica prowadziła dawniej przez tereny podmokłe (ang. fen), bądź do znajdującego się niegdyś nieopodal targu, na którym sprzedawano siano (łac. faenum). Końcówka -church pochodzi od kościoła św. Gabriela, zniszczonego w wielkim pożarze Londynu (1666) i nieodbudowanego.
Wzdłuż ulicy dominuje zabudowa biurowa z XX i XXI wieku. Znajdują się przy niej m.in. zabytkowa siedziba Lloyd’s Register of Shipping oraz wieżowiec 20 Fenchurch Street, potocznie zwany „Walkie-Talkie”. W pobliżu znajduje się dworzec kolejowy Fenchurch Street.